# Jang Yeong-sil
Jang Yeong-sil va ser un científic i astrònom coreà durant la dinastia Joseon (1392-1910). Malgrat que Jang va néixer com serf o esclau la nova política del rei Sejong el Gran (1418–1450) de trencar les barreres entre les classes socials permeteren Jang treballar al palau reial. Jang va fer invents com el del pluviòmetre.
El seu pare era d'origen xinès, de la vuitena generació. Va fer el servei civil nacional instituït pel rei Sejon el Gran per seleccionar oficials segons el seu talent i Jang va passar a treballar com oficial del govern al palau reial.

## Astronomia

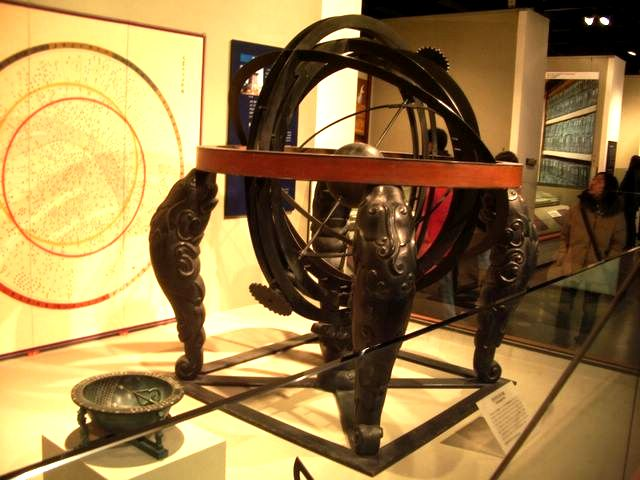
Globus del firmament ideat per Jang Yeongsil.

El primer encàrrec del rei Sejong a Jang va ser el de construir un globus del firmament per a mesurar els objectes celestes també amb finalitats militars. Després d'un primer intent, el 1443 en va construir un model definitiu (honcheonui (혼천의, 渾天儀).

## Impremta de ferro
Encara que Choe Yun-ui (최윤의) va inventar la primera impremta metàl·lica del món l'any 1234, Johann Gutenberg es considera el pioner en aquesta tecnologia. El rei Sejong va encarregar fer una impremta metàl·lica als seus científics l'any 1434, i aquests varen fer un model anomenat Gabinja (갑인자, 甲寅字), que estava fet d'un aliatge de coure i zinc. Sembla que era ràpida i imprimia els caràcters xinesos amb claredat.

## Rellotge d'aigua

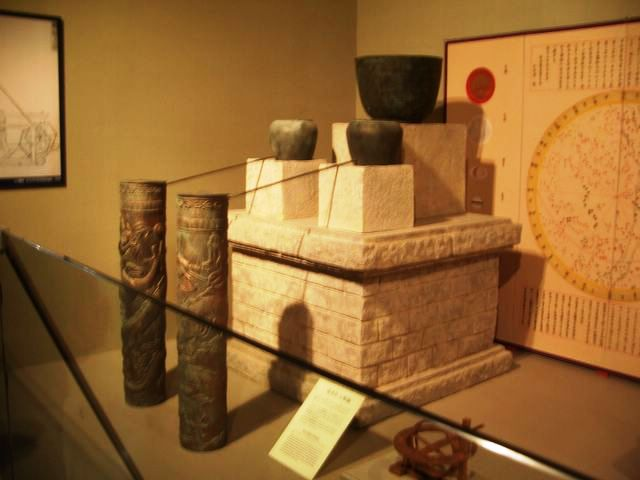
Model a escal del rellotge d'aigua de Jang Yeong-sil.

Un tipus de rellotges d'aigua ja van ser inventats pels àrabs i els xinesos el 1.091, i en una forma més primitiva es feia servir ja abans pels coreans. Jang va anar a la Xina per estudiar-ne els tipus de rellotges d'aigua i quan el 1434 va tornar va fer el rellotge d'aigua Jagyeokru (자격루).

## Rellotge de sol

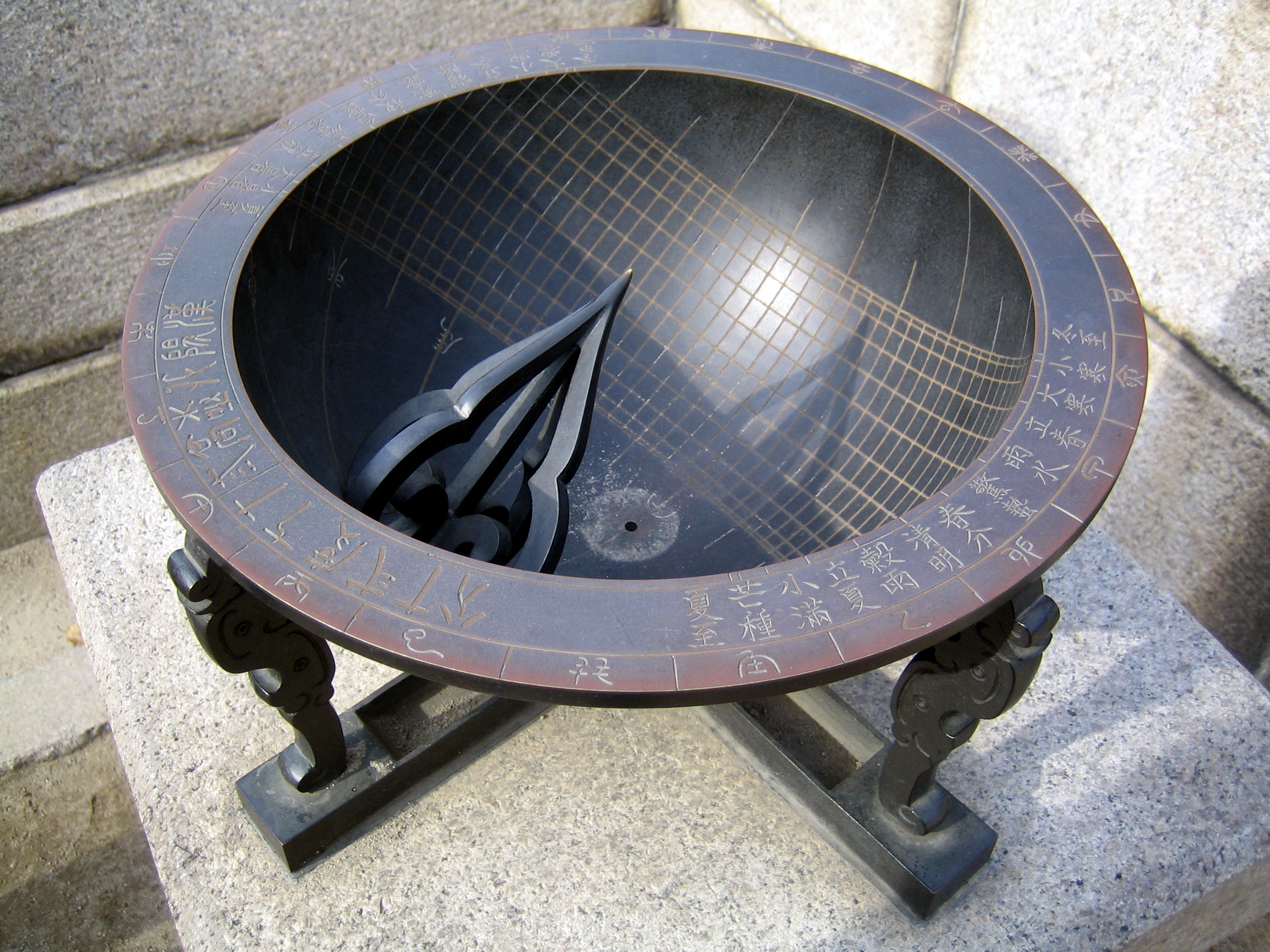
Rellotge de sol fet per Jang Yeong-sil.

El rellotge de sol era una alternativa més econòmica al rellotge d'aigua.Jang i altres científics van fer el primer rellotge de sol de Corea, Angbu Ilgu (앙부일구) (仰釜日晷),que significava "rellotge de sol en forma d'olla mirant el cel. Era de bronze amb figures d'animals que indicaven les hores.

## Armes militars
El rei Sejong encarregà Jang d'investigar sobre els aliatges més lleugers per l'armament i eines. Jang presentà informes al rei al respecte que contribuïren al desenvolupament de l'armament coreà.

## Pluviòmetre
L'agricultura coreana era vulnerable a les secades i necessitava mesurar la pluja per la gestió de l'aigua. Encara que diversos tipus de pluviòmetre ja s'havien fet servir en temps dels antics grecs i a l'Índia, Jang inventà el primer pluviòmetre de Corea el 1441, anomenat cheokugye (측우기). Cap al 1442, un pluviòmetre estandarditzat amb les dimensions de 42,5 cm (d'alt) i 17 cm (de diàmetre) va ser introduït a tota Corea per recollir les dades de pluviometria anual en diferents regions del país.